# Museu Franciscano de Arte Sacra
O Museu Franciscano de Arte Sacra é um museu brasileiro localizado na cidade do Recife, capital de Pernambuco. É dedicado à preservação de objetos de culto e arte sacra. 

## Informações gerais
O museu foi fundado em 28 de setembro de 1974 pelo irmão Fernando Pio dos Santos, e está instalado nas dependências da Igreja da Ordem Terceira de São Francisco, das quais também faz parte a famosa Capela Dourada. O museu possui um acervo variado que inclui paramentos litúrgicos, mobiliário entalhado, peças de culto em metais preciosos como ostensórios, turíbulos, tocheiros e candelabros, estatuária barroca e outros objetos.
Dentre suas peças mais importantes estão a primeira imagem do Sagrado Coração de Jesus de Pernambuco, trazida pelo padre Gabriel Malagrida; uma imagem de Nossa Senhora do Bom Conselho que estava no oratório da Faculdade de Direito do Recife; uma de Nossa Senhora da Conceição de autoria de João Pereira, que foi muito venerada enquanto esteve na desaparecida igreja da Madre de Deus; uma série de imagens da Procissão das Cinzas, vindas de Lisboa em 1709; um altar entalhado e dourado de 1804, com imagens de São Francisco das Chagas recebendo os estigmas de Jesus Cristo; uma Nossa Senhora das Mercês, um Crucifixo de 1751, e um Cristo glorioso.